# Rhadinosaurus
Rhadinosaurus là một chi động vật bò sát được mô tả năm 1881 bởi Harry Govier Seeley, từ những hóa thạch tìm thấy tại Áo. 